# Edson Torres
Edson Enrique Torres Ulloa (* 30. Juni 1998 in Guadalajara, Jalisco) ist ein mexikanischer Fußballspieler, der vorwiegend im Mittelfeld agiert.

## Laufbahn
Torres  begann seine Profikarriere bei seinem Heimatverein Club Deportivo Guadalajara, mit dem er in der Clausura 2017 sowohl den Meistertitel als auch den Pokalwettbewerb gewann. Seine Mitwirkung am Double-Gewinn des CD Guadalajara im ersten Halbjahr 2017 beschränkte sich auf einen 24-minütigen Einsatz in der mexikanischen Fußballmeisterschaft und drei Einsätze (mit insgesamt 98 Minuten Spieldauer) im mexikanischen Pokalwettbewerb. Im darauffolgenden Jahr gewann er mit Guadalajara die CONCACAF Champions League 2018.
Weil er den Sprung in die erste Mannschaft von Chivas Guadalajara nicht dauerhaft schaffte, spielte er seit 2019 auf Leihbasis für verschiedene Vereine, darunter den spanischen Club Deportivo Tudelano und das Chivas-Farmteam Club Deportivo Tapatío.

## Erfolge
- Mexikanischer Meister: Clausura 2017
- Mexikanischer Pokalsieger: Clausura 2017
- CONCACAF Champions League: 2018